# 白井ゆかり (モデル)
白井 ゆかり（しらい ゆかり）は、日本の女性モデル、Seven-Promotion。

## 来歴
静岡市で出生。セレクトショップならびにネットショップを経営する傍ら、『I LOVE mama』（大洋図書）の専属モデルやタレント、レースクイーン等を務めてきた。静岡雙葉中学校・高等学校卒業。
現在はモデル事務所を退社し、関西で宅地建物取引士として活躍中。

## 出演

### 雑誌
- 『I LOVE mama』 専属2010-2013
- フリーペーパー『NeoSta』表紙レギュラー 2012-2014
- 『バイク雑誌MOTOMOTO|モトモト』2015年11月号表紙
- 『姉ageha』 読者モデル2016

### ファッションショー
- 『Sakura meets Collection』2015年ゲストタレント
- 『神戸コレクション』2016年 IMPORT COLLECTION supported by SPOT LIGHT
- 『バキバキ☆ビート』主催イベントバキバキ☆パーティーVanityME.ランウェイモデル
- 『ジュエルアートアワード』2016ランウェイモデル

### その他
- 『富士屋ホテル』ブライダルカタログ
- 『東京オートサロン2014』
- 『夢展望』 サイトモデル
- 『SPOT LIGHT』サイト・アプリイメージモデル
- 『SHOWROOM』毎週水曜14時〜白井ゆかりのSweet Kitchen配信
- 『名鉄カルチャースクール』料理教室
- なんばウォーク『隠れ城下町からの脱出』キャスト
- 『大阪オートメッセ2016』Revier/REIZ with AutoWorldブース
- 『オークラホームTV』レギュラーリポーター
- 『salus』 Webサイトモデル
- 『WARREN・TORICOMI NEW YORK』 サロンモデル
- 『鈴鹿8時間耐久ロードレース』2016 コカ・コーラゼロガール
- ウィッグ通販サイト『Unigirl』 ユニガールモデル2016〜
- 長田広告株式会社『伊勢志摩観光PV』
- 『阪急不動産』 モデル
- 『ファッションセンターしまむら』 TVCM2017
- 『鍼灸整骨と健康美容の複合院 寺澤』 看板モデル2019〜

### テレビ
- 『プリママ』（2011年4月 - 2012年12月、KBS京都/テレビ神奈川/サンテレビ）[2] 共/仲本沙織、日菜あこ、野田華子、大工原里美、木口千佳、孫きょう、新井千佳、白戸彩花、鈴木明理[3]
- 『世界まる見え!テレビ特捜部』（2011年10月24日、日本テレビ）[4] ― 大工原里美も出演[5]
- 『ファッションセンターしまむらTVCM』（2017年）